# Bruce & Brandon Lee. I segreti del cinema di arti marziali
Bruce & Brandon Lee. I segreti del cinema di arti marziali è un saggio sul cinema di arti marziali scritto dallo scrittore e maestro di arti marziali Stephen Gunn.
Nel 2007 il saggio è stato ampliato ed edito dalla Alacrán Edizioni con il titolo Dragons Forever. Il cinema di azione e arti marziali